# کرافورد (میسیسیپی)
کرافورد (به انگلیسی: Crawford) شهرکی در ایالت میسیسیپی کشور ایالات متحده آمریکا است که جمعیت آن در سرشماری سال ۲۰۱۰ میلادی، ۶۴۱
نفر بوده‌است.